# Yakovlev Yak-1
Yakovlev Yak-1 là một máy bay chiến đấu của Liên Xô trong Chiến tranh thế giới II và là chiếc đầu tiên trong loạt mẫu máy bay chiến đấu rất thành công của phòng thiết kế Yakovlev trong chiến tranh. Nó cùng với LaGG-3 và MiG-3 trở thành xương sống của VVS khi bắt đầu cuộc xâm lược của Đức quốc xã.

## Phát triển
Do trước Chiến tranh thế giới II Yakovlev đã được biết đến như một phòng thiết kế máy bay thể thao hạng nhẹ nổi tiếng và cộng thêm máy bay ném bom hạng nhẹ Yak-4 đã gây được ấn tượng cho chính phủ, các quan chức chính phủ đã ra lệnh cho OKB thiết kế một máy bay chiến đấu mới gắn động cơ cánh quạt Klimov M-106 V-12 làm mát bằng nước. Những yêu cầu kỹ thuật của loại máy bay chiến đấu mới đã được công bố vào ngày 29 tháng 7 năm 1939 gồm 2 kiểu:
- I-26-1, yêu cầu vận tốc cực đại là 620 km/h (385 mph) trên độ cao 6.000 m (20.000 ft), phạm vi hoạt động trong chiến đấu là 600 km (375 dặm), vận tốc lên cao 10.000 m (32.800 ft) trong 11 phút, được trang bị hai súng máy 7,62 mm ShKAS và một súng máy hạng nặng 12,7 mm Berezin BS.
- I-26-2 có một động cơ M-106 với vận tốc cực đại là 650 km/h (404 mph) trên 10.000 m (33.000 ft) và được trang bị hai súng máy 7,62 mm ShKAS.

Thiết kế này có được thuận lợi do OKB Yakovlev đã có kinh nghiệm với máy bay thể thao có tốc độ cao và rất nhanh nhẹn. Vì M-106 bị chậm trễ, thiết kế phải thay đổi để gắn động cơ Klimov M-105P và được trang bị thêm pháo 20 mm ShVAK giữa 2 hàng piston của khối động cơ.
I-26-1 bay lần đầu tiên vào 13 tháng 1 năm 1940. Mẫu thử nghiệm đã gặp phải vấn đề nhiệt độ dầu động cơ quá cao không bao giờ được giải quyết triệt để, buộc phải hạ cánh khẩn cấp 15 lần trong những thử nghiệm ban đầu. Đến ngày 27 tháng 4 năm 1940, chiếc I-26-1 đã đâm xuống đất, giết chết phi công thử nghiệm Yu.I. Piontkovskiy. Một cuộc điều tra nguyên nhân tai nạn cho thấy phi công đã thực hiện hai vòng bay cuộn tròn liên tiếp ở độ cao thấp, vi phạm vào kế hoạch bay thử. Người ta tin rằng trong suốt vòng quay thứ nhất, bộ phận bánh máy bay đã sút ra, làm nó va chạm với cánh trong khi máy bay thực hiện vòng nhào lộn thứ hai. Người ra còn giả thiết rằng Piontkovskiy đã lệch khỏi kế hoạch bay do nỗi thất vọng rằng máy bay I-26-1 của anh chỉ dùng để thử động cơ, trong khi I-26-2 được chế tạo để dùng biểu diễn nhào lộn.
Chất lượng kém của linh kiện do những nhà cung cấp khác nhau đã làm trọng lượng của I-26-2 tăng thêm 400 kg so với dự kiến, làm giới hạn chịu đựng của khung máy bay chỉ có 4,4 G, trong khi vẫn còn vấn đề nhiệt độ dầu động cơ. Nhiều thiếu sót đã khiến I-26-2 không vượt qua được thử nghiệm của chính phủ năm 1940. May mắn cho Yakovlev là những đối thủ I-200 (sau này là Mikoyan-Gurevich MiG-3) và I-301 (sau này là LaGG-3) cũng đều thử nghiệm thất bại. Yêu cầu cải tiến được thực hiện vào mẫu I-26-3, nó được giao để thử nghiệm vào 13 tháng 10 năm 1940. Dù nó được thông qua vào 9 tháng 12 năm 1940, mẫu máy bay này vẫn chưa được hoàn thiện do các vấn đề của động cơ chưa được giải quyết.
Thử nghiệm chậm chạp và phát triển khó khăn đã gây lo lắng nhiều cho các viên chức Xô Viết, vì nên biết rằng họ đã ra lệnh bắt đầu sản xuất I-26 dưới tên gọi là Yak-1 vào 19 tháng 2 năm 1940, chỉ một tháng sau khi I-26-1 thực hiện chuyến bay đầu tiên! Mục đích của việc may rủi này là rút ngắn thời gian trì hoãn giữa thử nghiệm và sản xuất máy bay. Để dự phòng, I-200 và I-301 cũng được ra lệnh đưa vào sản xuất. Mặc dù Yak-1 chậm hơn I-200 và vũ trang kém hơn so với I-301, nó được hưởng lợi thế được bắt đầu kế hoạch sớm hơn, cho nó sự dẫn đầu chắc chắn trong thử nghiệm và sự phát triển so với đối thủ cạnh tranh của nó. Sự khởi đầu của Chiến tranh Xô-Đức vào 22 tháng 6 năm 1941 khiến việc phát triển và ứng dụng nhiều thiết kế rất có triển vọng như Polikarpov I-185 không thể tiếp tục. Một thực tế khác là sự ưa thích cá nhân mà Stalin dành cho Yakovlev cũng tương tự như mối quan tâm dành cho Yak-1.
Việc vừa sản xuất vừa thử nghiệm một mẫu thiết kế còn cần nhiều cải tiến như I-26 đã gây tai hại cho dây chuyền sản xuất. Gần 8.000 thay đổi được thực hiện trên mẫu thiết kế chi tiết vào năm 1941, 7.000 thay đổi trong năm tiếp theo, và 5.000 thay đổi nữa được thực hiện năm 1942. Việc sản xuất còn bị chậm trễ do thiếu động cơ, cánh quạt, bộ tản nhiệt, bánh máy bay, và những khẩu pháo. Thiếu nguyên liệu có chất lượng đã dẫn đến việc gỗ dán đã bị lột ở cánh của nhiều vài máy bay. Và điều tồi tệ nhất đã xảy ra vào ngày 23 tháng 6 năm 1943 khi nhà máy số 292, nhà máy sản xuất chính của Yak-1 đã bị ném bom và bị thiêu rụi toàn bộ. Đáng ngạc nhiên, việc sản xuất được khôi phục trên sự đổ nát vào ngày 29 tháng 6 sau đó. Do dung sai chế tạo lỏng lẻo, mỗi máy bay có tính đơn nhất, vì nhóm công nhân trong dây chuyền lắp ráp có nhiệm vụ phải ghép lại những linh kiện trông như rất khác biệt nhau. Ví dụ, bộ phận bánh máy bay ở bên trái và bên phải có thể dài ngắn khác nhau và góc không cân đối, mà trong kỹ thuật đòi hỏi phải cân đối để đảm bảo cho máy bay không bị chao đảo khi bay. Những linh kiện thay thế thường không có thể lắp lẫn nhau. Việc sản xuất Yak-1 kết thúc vào tháng 7 năm 1944, chiếc cuối cùng được chế tạo là chiếc thứ 8.721. 

## Lịch sử hoạt động
Vào lúc Chiến tranh vệ quốc vĩ đại nổ ra ngày 22 tháng 6-1941, 425 chiếc Yak-1 đã được sản xuất, mặc dù nhiều chiếc còn đang được vận chuyển hoặc chưa lắp ráp. Người ta nhanh chóng nhận ra rằng nhiều trận không chiến được thực hiện ở độ cao dưới 4.000 m (13.000 ft) không có lợi cho các loại máy bay chiến đấu mới của Liên Xô, vốn được thiết kế để hoạt động ở độ cao lớn. Dù vậy, Yak-1 tỏ ra có ưu thế đáng kể so với các đồng đội Xô Viết của nó. Yak-1M lượn một vòng tròn chỉ mất 17 giây. MiG-3 có tính năng bay ở tầm cao tốt nhất, lại mất ưu thế ở tầm thấp và tầm trung, và vũ khí hạng nhẹ của nó không đủ năng lực để làm máy bay tấn công mặt đất. LaGG-3 chịu một ảnh hưởng đáng kể đến tính năng (thấp hơn chiếc nguyên mẫu đến 100 km/h) do nhà máy sản xuất không có kinh nghiệm với cấu trúc gỗ, bị cong vênh khi chịu đựng các yếu tố bên ngoài. Lớp gỗ dán bên ngoài Yak-1 cũng chịu ảnh hưởng thời tiết, nhưng khung thép đã giữ máy bay hầu như không bị sứt mẻ gì.
Vấn đề lớn nhất của máy bay ở thời kỳ đầu là nó bị rò rỉ nhiên liệu vì nứt các mối hàn thùng nhiên liệu do rung động. Và nắp buồng lái không thể mở được khi đang bay với tốc độ cao, có thể giam chặt phi công trong các vụ rơi. Do đó, một số phi công cho loại bỏ cả thảy phần trượt của nắp buồng lái. Thiết bị liên lạc vô tuyến kém tin cậy và tầm quá ngắn cũng thường bị loại bỏ để giữ trọng lượng máy bay. Cũng như đa số những động cơ trang bị bộ chế hòa khí, động cơ M-105 không thể chịu đựng lực G âm làm nhiên liệu không bơm được đến động cơ.
Dù sao, Yak-1 cũng được các phi công ưa thích. 24 chiếc đã được gửi tới một phi đội toàn phụ nữ lái 586 IAP, trong đó có những "Ách" nữ duy nhất của thế giới với 11 (Katya Budanova) và 12 (Lydia Litvyak) chiến công. Yak-1 cũng là máy bay trang bị trước tiên cho Trung đoàn Không quân Tiêm kích Ba Lan số 1 "Varshava" và phi đội Pháp Normandie-Niemen.
Tầm quan trọng của Yak-1 trong Thế Chiến II thường được đánh giá thấp hơn thực tế. Những chiếc hậu duệ của Yak-1 như: Yak-7, Yak-9 và Yak-3, trong thực chất là cùng thiết kế máy bay với các cải tiến, nhưng theo thông lệ Xô Viết được đặt tên khác nhau; trong khi những chiếc cùng thời như Spitfire, Bf 109 hay Fw 190, được xem như cùng tên nhưng có nhiều biến thể. Nếu như tính chung tổng số máy bay Yak có động cơ piston, nó là loại được sản xuất nhiều nhất trong lịch sử, có đến trên 36.000 chiếc tổng cộng.

## Các phiên bản
- Yak-1b - ("b" là tên không chính thức, sau tháng 10-1942 mọi chiếc Yak-1 được chế tạo đều theo tiêu chuẩn này). Một vòm máy bay mới thấp hơn thân máy bay phía sau, độ dày lớp vỏ bảo vệ được tăng thêm, các súng máy ShKAS được thay thế bằng một pháo 12,7 mm Berezin UBS, vận hành bằng điện và thủy lực thay cho hệ thống cơ khí, tay điều khiển mới dựa trên thiết kế của Messerschmitt Me 109, kính ngắm cho súng mới, thân máy bay kín, bánh máy bay đuôi có thể thu vào được, cải tiến hệ thống làm mát động cơ, động cơ Klimov M-105PF có hiệu suất bay ở độ cao thấp tốt hơn. Bay lần đầu tiên (máy bay có số hiệu 3560) vào tháng 6-1942, và máy bay bắt đầu được sản xuất vào tháng 8 cùng năm. 4.188 chiếc đã được chế tạo.
- Yak-1M - mẫu thử nghiệm Yak-3 với cánh nhỏ hơn, cải tiến cửa hút khí, giảm bớt trọng lượng toàn máy bay, nâng cấp động cơ, 2 chiếc được chế tạo.
- Một vài biến thể của Yak-1 khác không được đặt tên, bao gồm các mẫu thử nghiệm với động cơ Klimov VK-106 và Klimov VK-107, máy bay sản xuất có thể mang thùng nhiên liệu phụ, 6 rocket RS-82 hoặc 2 quả bom 100 kg (220 lb), và một phiên bản hạng nhẹ để phòng không.
- I-28 (Yak-5) - Kiểu nguyên mẫu máy bay đánh chặn trên độ cao lớn với động cơ Klimov M-105PD được phát triển từ I-26-2. Điểm khác I-26 là nó có thân với cánh hoàn toàn bằng kim loại, cánh hơi nhỏ hơn và khác hình dáng với mép trước cánh giương ra tự động. Một chiếc được chế tạo, bay lần đầu tiên vào 1 tháng 12-1940. Không được đưa vào sản xuất vì nhiều khiếm khuyết của động cơ, nhưng được dùng làm cơ sở cho những phiên bản bay tầm cao của Yak-7 và Yak-9.
- I-30 (Yak-3) - phát triển từ I-26 với cánh làm bằng kim loại và cánh tà, trọng lượng và khoảng trống tiết kiệm được dành cho trang bị vũ khí mạnh hơn và dự trữ nhiên liệu nhiều hơn. 2 mẫu thử nghiệm được chế tạo, mẫu I-30-1 vũ trang 3 pháo ShVAK 20 mm và 2 súng máy ShKAS 7,62 mm, mẫu I-30-2 thêm vào 2 khẩu ShKAS. Không được đưa vào sản xuất. Tên gọi Yak-3 được sử dụng lại cho một máy bay chiến đấu khác. Xem Yakovlev Yak-3.

## Các nước sử dụng
Ba Lan
- không quân Ba Lan

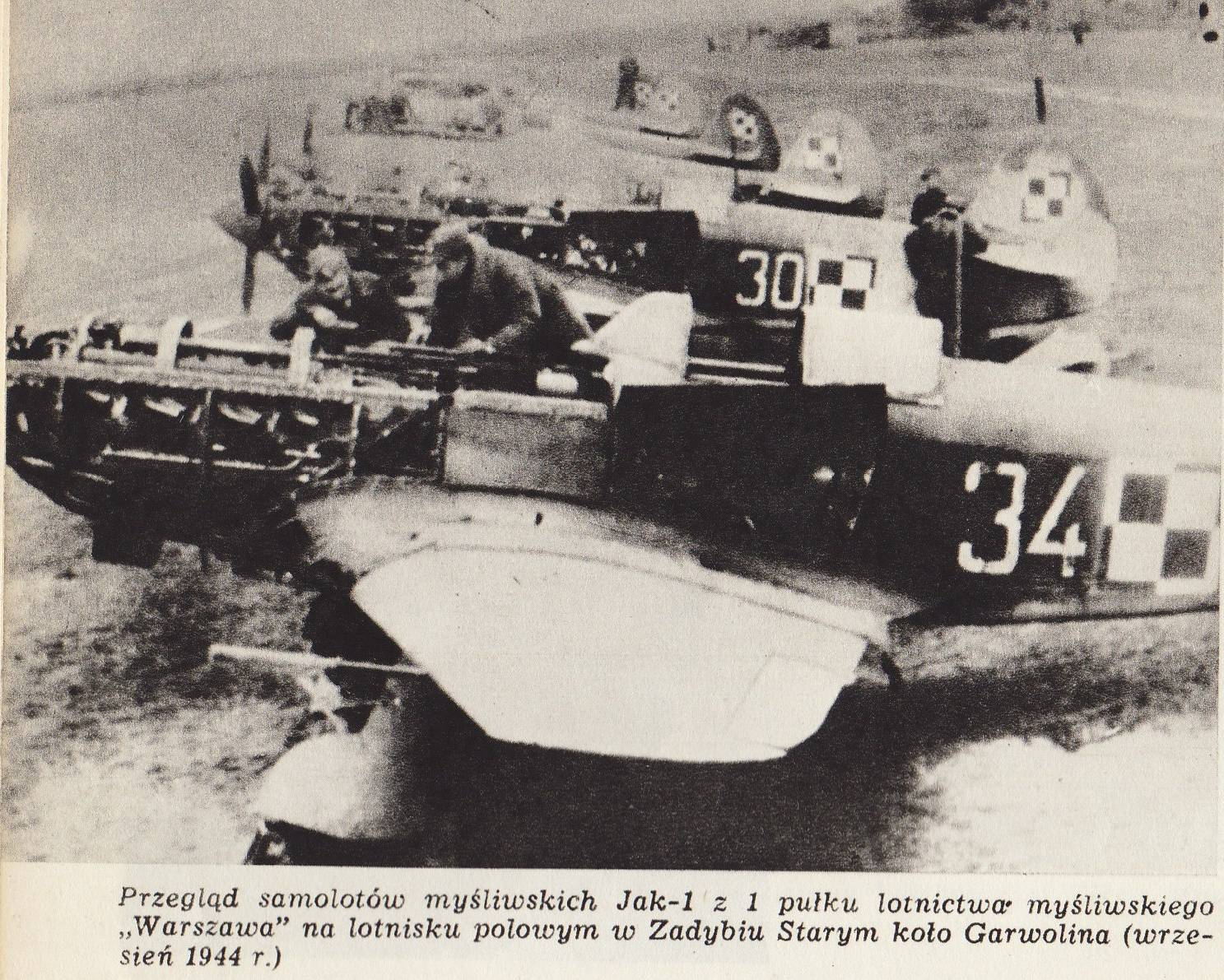
Sân bay của Pułk Lotnictwa Myśliwskiego ở Stare Zadybie. Máy bay Yakovlev Yak-1 đang được tu sửa.

  - Trung đoàn không quân số 1 Ba Lan "Warsaw"

 Liên Xô
- Không quân Xô viết

 Pháp
- Không quân Pháp tự do
  - Phi đội Normandie-Niemen

 Nam Tư
- SFR Không quân Nam Tư - 103 máy bay vào năm 1944-1950[1]
  - Trung đoàn tiêm kích 111th (1944–1948)
  - Trung đoàn tiêm kích 113th (1944–1948)
  - Trung đoàn tiêm kích 112th (1944–1945)
  - Trung đoàn huấn luyện 2nd (1946–1948)
  - Trung đoàn tiêm kích-huấn luyện 101st (1948–1950)
  - Trung đoàn huấn luyện 104th (1948–1950)

## Thông số kỹ thuật (Yak-1b)

Yakovlev Yak-1.

### Đặc điểm riêng
- Phi đoàn: 1
- Chiều dài: 8,5 m (27 ft 11 in)
- Sải cánh: 10,0 m (32 ft 10 in)
- Chiều cao: 1,7 m (5 ft 7 in)
- Diện tích: 17,2 m² (185,1 ft²)
- Trọng lượng rỗng: 2.394 kg (5.267 lb)
- Trọng lượng cất cánh: 2.883 kg (6.343 lb)
- Trọng lượng cất cánh tối đa: 3.000 kg (6.614 lb)
- Động cơ: 1× động cơ cánh quạt Klimov M-105PF  (1.180 mã lực)

### Hiệu suất bay
- Vận tốc cực đại: 592 km/h (368 mph)
- Tầm bay: 700 km (435 miles)
- Trần bay: 10.050 m (33.000 ft)
- Vận tốc lên cao: 15,4 m/s (3.038 ft/min)
- Lực nâng của cánh: 168 kg/m² (34 lb/ft²)
- Lực đẩy/trọng lượng: 0,31 kW/kg (0,19 hp/lb)

### Vũ khí
- 1x pháo ShVAK 20 mm, 1x 12.7 mm súng máy Berezin UB. 1-2 loạt súng bắn đạn đầu nổ mạnh gồm khoảng 2 kg (4.4 lb) đạn.

## Nội dung liên quan

### Máy bay có cùng sự phát triển
- Yakovlev Yak-3
- Yakovlev Yak-7
- Yakovlev Yak-9

### Máy bay có tính năng tương đương
- Curtiss P-40
- Messerschmitt Me 109
- Supermarine Spitfire
- Macchi C.202
- Rogožarski IK-3

### Chuỗi định danh
- Yak-1 - Yak-2 - Yak-3 - Yak-4

### Danh sách khác
- Danh sách máy bay trong Chiến tranh Thế giới II
- Danh sách máy bay tiêm kích